# ۴۹۲ (قمری)
۴۹۲ (قمری)، چهارصد و نود و دومین سال در گاهشماری هجری قمری است. اول محرم این سال برابر با چهارم دسامبر سال ۱۰۹۸ میلادی است.